# Barack Obama
Barack Hussein Obama, Jr. (Honolulu, Havaji, SAD, 4. kolovoza 1961.), američki političar (Demokratska stranka), bivši predsjednik SAD-a, na dužnosti od 20. siječnja 2009. pa do 20. siječnja 2017. godine. Bivši senator države Illinois i dobitnik Nobelove nagrade za mir 2009. godine zbog zalaganja za nuklearno razoružanje.
Obama je prvi afroamerički predsjednik SAD-a, a u svom mandatu je bio i jedini afroamerički senator i tek peti u povijesti SAD-a.
Prvi mandat, na čijem početku je uživao dotada nezapamćenu dominaciju vlastite stranke u Kongresu, mu je bio obilježen prije svega nastojanjem da se u SAD uvedu elementi zapadnoeuropske države blagostanja, pri čemu je ključni element predstavljao tzv. Obamacare, odnosno zakon kojim je u SAD prvi put uveden sistem općeg i obaveznog zdravstveno osiguranja. Njegovo uvođenje početkom 2010. godine je predstavljalo dostignuće koje je izmaklo mnogim njegovim prethodnicima. Istakao se kao i veliki pobornik prava LGBT populacije, te je ukinuo kontroverzna vojna pravila Don't Ask, Don't Tell te je pred izbore 2012. godine postao prvi predsjednik koji otvoreno podržava pravo na istospolni brak. Na vanjskopolitičkom planu je, prije svega u retoričkom smislu, nastojao "okrenuti novu stranicu" u odnosu na svog prethodnika Busha, čime se tumači njegovo nagrađivanje Nobelovom nagradom za mir nakon samo nekoliko mjeseci mandata; kritičari su mu nešto kasnije zamjerali neodlučnost u odnosu na tzv. Arapsko proljeće, nastavak rata u Afganistanu, vojnu intervenciju u Libiji te još radikalnije i kontroverznije mjere u borbi protiv terorizma kao što su tzv. ciljane likvidacije. U borbi s ekonomskom krizom je imao manje uspjeha te je nezaposlenost dosegla visoku razinu a veliki dio američkog društva zabilježio pad standarda nezamisliv u ranijim decenijama; djelomično i zbog toga su se oporbeni republikanci oporavili i uspjeli povratiti Predstavnički dom za vrijeme kongresnih izbora 2010. godine. Njihov pokušaj da na tome temelje povratak u Bijelu kuću je, međutim, na općim izborima 2012. godine doživio fijasko nakon izuzetno skupe i brutalne kampanje na kraju koje je Obama uvjerljivo porazio republikanskog kandidata Mitta Romneya.

## Životopis
Barack Obama rodio se na Havajima od majke Amerikanke i oca Kenijca koji su se vjenčali na studiju na Havajskom sveučilištu. Kada je Barack navršio dvije godine roditelji su mu se razveli, a njegov otac vratio se u Keniju te se zaposlio u tamošnjem ministarstvu gospodarstva. Dio svog djetinjstva Barack je proveo sa svojom majkom i očuhom u Indoneziji, no na Havaje se vratio završiti srednju školu nakon koje upisuje politološki studij na Columbia University gdje u roku diplomira i specijalizira se za vanjskopolitičke odnose. Nakon toga upisuje Harvard Law School koju također u roku završava.
Nakon školovanja zapošljava se kao odvjetnik za građansko pravo u Chicagu. Također radi i kao predavač na Chicago Law School gdje predaje ustavno pravo.
Obama je objavio i svoju autobiografiju 1995. godine koja je tijekom 2004. godine postala bestseller.
Oženjen je s Michelle Obama s kojom ima dvije kćeri: Maliu Ann i Sashu.

## Politička karijera
U razdoblju 1994. do 2004. godine Barack Obama biran je za senatora u senatu države Illinois na listi Demokratske stranke. Godine 2004. postiže prvi veći politički uspjeh na razini SAD-a time što je izabran u Senat Kongresa SAD-a kao predstavnik grada Chicaga u državi Illinois, pri čemu je ostvario 70% glasova u borbi s protukandidatom republikancem. 
Obamin politički idealizam, posvećenost ljudskim pravima i karizmatični nastupi privukli su na njega veliku pažnju javnosti prilikom kampanja za izbor u Senat. Svojom elokventnošću i govorničkim sposobnostima zadobio je status najvećeg osvježenja i nade Demokratske stranke.

## Predsjednička kampanja
U Springfieldu u državi Illinois 10. veljače 2007. godine Barack Obama najavio je svoju kandidaturu Demokratske stranke na predsjedničkim izborima 2008. godine na simoboličan način pred 18.000 sudionika. Abraham Lincoln je prije 149 godina u istom gradu pozvao na ukidanje ropstva.

### Stranački predizbori
Na stranačkim predizborima za izbor predsjedničkog kandidata Demokratske stranke pobjeđuje u Iowi. Glavna protukandidatkinja je senatorica New Yorka Hillary Clinton, supruga bivšeg predsjednika SAD-a Bill Clintona (1994. – 2002.). Ostali kandidati Christopher Dodd, Joe Biden, Bill Richardson i Dennis Kucinich vrlo brzo su odustali od utrke, a treći kandidat, John Edwards, odustao je 30. siječnja 2008. godine.
Nakon velikog utorka (Super Tuesday) Obama pobjeđuje u 13, a Clinton u 9 država, dok je broj izaslanika u korist Clintona. Na održanim predizborima u državama Washington, Louisiana i Nebraska 9. veljače i Maine 10. veljače 2008. godine Obama pobjeđuje u sve četiri države. Hillary Clinton zbog poraza smjenjuje švojeg šefa kampanje.
Na predizborima 12. veljače u trima državama u svima pobjeđuje i preuzima vodstvo. U Virginiji osvaja 64%, u Maryland-u 60%, a u District of Columbia čak 75% stranačkih glasova. Nakon pobjede od 76% u svojoj rodnoj državi Havajima i u Wisconsins 58%, Obama je ostvario pobjedonosni niz u 10 država.
Na predizborima u četirima državava 4. ožujka pak Hillary Clinton uspijeva poraziti Obamu - u Teksasu, Ohiou i Rhode Islandu. Jedino u Vermontu pobjeđuje s 59% glasova. No, u Texasu ipak osvaja 48%, a u Ohiou 44% glasova, te tako osvaja dodatne izaslanike za stranačku konvenciju i uspijeva zadržati vodeće mjesto u tijesnoj utrci. Četiri dana poslije, 8. ožujka, Obama pobjeđuje u brojčano najmanjoj državi Wyomingu s 61% glasova i osvaja dodatnih 7 izaslanika. 
Po broju izabranih izaslanika (Pledged delegates) Obama vodi s 1.328 ispred Clinton, koja je osvojila 1.190 izaslanika. Kada se ubrajaju dužnosnici (Superdelegates), Obama vodi s 1.527, a Clinton podržava 1.428 svih izaslanika. Za pobjedu potrebno je prikupiti podršku 2.025 izaslanika.

### "Mrtva trka" Obame i Clinton
S nastavkom izjednačene utrke zaoštrava se retorika dvaju tabora. Nakon što su 7. ožujka vodili rat oko izjave Obamine savjetnice Samanthe Power da je Clinton "čudovište", zbog čega je Power podnijela ostavku, dan poslije su imali prepirku oko rata u Iraku.
Iz stožera Hillary Clinton novinarima je upućena e-mail bilješka pod naslovom "Obamin plan za Irak: Puste riječi" u kojoj se sugerira da on ustvari nema plan za povlačenje američkih snaga iz Iraka, iako mu je to jedna od središnjih točaka kampanje. Obamin stožer je poslao odgovor u kojem se suparnici pripisuje cinizam, neulijevanje povjerenja i spremnost na sve da dobije nominaciju.
Bivši predsjednik Bill Clinton istodobno je na skupu u Mississippiju početkom ožujka izjavio da bi njegova supruga i Obama bili "gotovo nezaustavljivi" kad bi se za Bijelu kuću natjecali zajedno, kao predsjednički i potpredsjednički kandidat. Po njegovim riječima, Obama bi osvojio "urbana područja i bogatije birače" a Hillary Clinton "tradicionalna ruralna područja", a ako se te stvari spoje bili bi "gotovo nezaustavljiva snaga".
Obama je odgovorio da on "ne vodi kampanju za potpredsjednika, već za predsjednika", da je osvojio dvostruko više država od Clinton, dobio više glasova ukupno te da vodi po broju izaslanika za konvenciju.
Anketa tjednika Newsweek, objavljena u 8. ožujka, pokazala je da na nacionalnoj razini Obama i Clinton vode "mrtvu trku" s 45 posto glasova za Obamu i 44 posto za Clinton. Obama i dalje vodi među crncima, muškarcima, glasačima ispod 40 godina i fakultetski obrazovanima. Clinton ima većinu kod bijelaca, žena, glasača starijih od 60 godina i onih sa srednjoškolskim ili nižim obrazovanjem.
Podjela među demokratima mogla bi koristiti republikanskom predsjedničkom kandidatu Johnu McCainu, jer mnogi od ispitanih kažu da će glasovati za McCaina ako njihov favorit za demokratskog kandidata ne bude nominiran.

### Kraj utrke
Početkom svibnja postajalo je sve jasnije kako će Obama biti demokratski kandidat za predsjednika. Nakon pobjeda na državnim konvencijama i izborima u saveznim državama i samo tri poraza od početka svibnja, Barack Obama je, uz potporu skoro 400 superdelegata, osigurao kandidaturu za predsjednika skupivši više od 2,117 potrebnih delegata. Obama je sa svojim brojem delegata i superdelegata osigurao kandidaturu i pobijedio na izborima.

### Izbori
Nakon što je izabran za predstavnika demokrata na izborima 2008. godine, Obama je morao odabrati potpredsjednika koji će zajedno s njim biti na čelu države. Dana 23. kolovoza 2008. godine, Barack Obama je objavio da je njegov potpredsjednički kandidat Joe Biden, njegov konkurent na predizborima, dugogodišnji senator iz Delawarea i jedan od najiskusnijih američkih političara. Nakon odabira potpredsjednika, Obama je nastavio voditi kampanju putujući u mnoge savezne države i održavajući govore iznoseći svoj program. Sudjelovao je i u tri predsjedničke debate u kojima je, prema mišljenju mnogih kritičara, porazio svog protukandidata Johna McCaina. 
Izbori su održani 4. studenog 2008. godine, no Obama je svoju kampanju prekinuo tek kasnije tog dana. Rano ujutro je izašao na birališta da da svoj glas, a nakon toga je posjetio Indianu, jednu od ključnih država. Nakon toga se povukao u predgrađe Chicaga sa svojom obitelji i tu je čekao rezultate izbora. Nakon zatvaranja svih birališta i objave rezultata, Barack Obama je osvojio glasove u 29 saveznih država, a McCain u 21 saveznoj državi. Skupivši tako 364 elektorska glasa, nasuprot McCainovih 184, Obama je prešao prag, koji je iznosio 270 elektorskih glasova, i postao je 44. predsjednik Sjedinjenih Američkih Država.

## Privatni život
Barack Obama je od 1992. godine oženjen s Michelle Robinson, koju je upoznao tijekom njenog studija na Harvardu. Ona radi, kao i Barack ranije, u javnoj upravi u Chicagu. Upoznali su se u odvjetničkom uredu u kojem je ona radila poslije završetka studija. Zaručili su se 1991. godine, a vjenčali 1992. godine. Imaju dvije kćerke, Maliju Ann (1999.) i Sashu (2001.). Obama je do izbora za američkog predsjednika živio s obitelji u Chicagu.

## Vanjske poveznice
- Barackobama.com - Službena stranica